# JIS X 0208
JIS X 0208 (jap. 7ビット及び8ビットの2バイト情報交換用符号化漢字集合, dt. „7-Bit- und 8-Bit-paarbytekodierte Kanji-Mengen zum Informationsaustausch“) ist ein Zeichensatz sowie ein Japan Industrial Standard, der die japanische Schrift kodiert. Er enthält 6.879 Zeichen. Eingeführt wurde er 1978 als JIS C 6226. 1983 wurde der Standard in seinen heutigen Namen umbenannt, 1990 und 1997 wurde er revidiert.
Der Zeichensatz ist ein gemischter 8- und 16-Bit-Zeichensatz. Die ersten 128 Codepunkte sind in 8 Bit kodiert und entsprechen JIS-Roman. Die nachfolgenden 128 Codepunkte sind in 16 Bit in einer 94×94-Matrix kodiert, so können theoretisch 8.836 Zeichen kodiert werden. Dieses System wird auch von GB2312 und KS X 1001 verwendet. Positionen einzelner Zeichen werden ebenfalls anhand ihrer Position in der 94×94-Matrix beschrieben, beispielsweise ist das Zeichen „亜“ im 16. ersten Bit und dem 1. zweiten Bit kodiert und seine Position ist deswegen 16-01. 
Kanji sind in zwei Bereichen kodiert: der erste Bereich kodiert die 2.965 häufigsten Kanji nach der On-Lesung sortiert, der zweite Bereich kodiert 3.390 weitere Kanji, die nach der Sortierung in einem Wörterbuch sortiert sind.
Außer den japanischen Schriften kodiert der Zeichensatz noch die lateinische, griechische und die kyrillische Schrift, Rahmenzeichnung und verschiedene Sonderzeichen.
Einige Zeichen, die im Standard kodiert sind, sind nicht schriftlich überliefert und haben weder Lesungen noch Bedeutungen. Diese Zeichen sind in Japan als Yūrei Moji (幽霊文字, dt. „Geisterzeichen“, vgl. Yūrei) bekannt und entstanden durch Fehler beim Schreiben oder Lesen der meist handschriftlich überlieferten Kanji.
Kodierungen, die auf JIS X 0208 basieren, sind Shift-JIS, EUC-JP und ISO-2022-JP.
JIS X 0213 erweitert diesen Zeichensatz um zusätzliche Zeichen.